# مسجد جلبي سلطان محمد
مسجد جلبي سلطان محمد (بالتركية: Çelebi Sultan Mehmed Camii)‏، (باليونانية: Τέμενος Μεχμέτ Α')‏، المعروف أيضًا باسم مسجد بايزيد (Τέμενος Βαγιαζήτ)، والمسجد الكبير (بالتركية: Büyük Camii)‏ أوUlu Camii)، هو مسجد عثماني يعود تاريخه إلى أوائل القرن الخامس عشر في ديموتيقة، مقدونيا الشرقية وتراقيا، في أقصى شمال شرق اليونان.

## البناء
يُسجل الرحالة العثماني أوليا جلبي من القرن السابع عشر أن المسجد بدأ في عهد السلطان بايزيد الأول (حكم من 1389 إلى 1402)، ولكن بعد وفاته في معركة أنقرة والاضطراب الذي تلى ذلك، توقف العمل. تم استئناف البناء مرة أخرى في عهد السلطان محمد الأول (حكم من 1413 إلى 1421)، وتم الانتهاء من المسجد وافتتاحه في مارس 1420.

## البنية
المسجد عبارة عن بنية مربعة الشكل، حوالي 30-32 م من كل جانب بما في ذلك الجدران. تم بناء المسجد بتقنية الحجر المصبوب، ويبلغ سمك جدرانه الخارجية 2.2-2.7 م. المدخل الرئيسي في الجهة الجنوبية، والأبواب الثانوية في الجهة الشرقية والغربية.

## الأهمية والحفظ
يعتبر المسجد من قبل مسؤولي الحكومة اليونانية واحد من أهم الآثار الإسلامية، ليس في اليونان فقط، بل في أوروبا كلها، باعتباره واحد من أقدم المساجد على الأرض الأوروبية. كان نصبًا تذكاريًا محميًا منذ 1946.
يشكل السقف المصنوع من خشب البلوط؛ الذي يعود تاريخه إلى أوائل القرن الخامس عشر "أحد أهم المعالم الخشبية في العالم" وفقًا لما ذكره أ. باكيرتزيس، مؤلف دراسة عن العمارة العثمانية في اليونان.
ظل البناء في حاجة ماسة إلى الإصلاح. في 23 نوفمبر 2010، قرر المجلس الأثري المركزي استئناف أعمال الترميم، والتي سيتم تمويلها من مصادر وطنية بالإضافة إلى استخدام برامج تمويل الاتحاد الأوروبي.
في الساعات الأولى من يوم 22 مارس 2017، أثناء أعمال الترميم على السطح، اشتعلت النيران في المسجد. وتم اخماد الحريق بعد ساعات قليلة؛ لكن السقف دُمر بالكامل. الأضرار التي لحقت بالداخل والجدران لا تزال مجهولة.

## أنظر أيضا
- قائمة المساجد السابقة في اليونان
- قائمة مساجد اليونان